# Vaskenødder
Vaskenødder/vaskeskaller er et biologisk nedbrydeligt vaskemiddel til brug ved tøjvask eller almindelig rengøring. De tørrede bærskaller indeholder saponiner, som rengør og blødgør. Vaskenødderne er velegnede til allergikere, da de ikke indeholder nogle kunstige kemikalier. Produktet dyrkes bl.a. i Nepal og Indien, hvor det har været brugt til sæbe i hundredvis af år.